# درکسبورو (کنتاکی)
درکسبورو (به انگلیسی: Drakesboro) شهری در ایالت کنتاکی کشور ایالات متحده آمریکا است که جمعیت آن در سرشماری سال ۲۰۱۰ میلادی، ۵۱۵ نفر بوده‌است.